# Turniej o Złoty Kask 1984
Turniej o Złoty Kask 1984 – rozegrany w sezonie 1984 turniej żużlowy z cyklu rozgrywek o „Złoty Kask”. Rozegrano cztery turnieje ćwierćfinałowe, dwa półfinałowe oraz finał, w którym zwyciężył Roman Jankowski z Unii Leszno.

## Finał
- Wrocław, 7 lipca 1984
- Sędzia: Stanisław Pieńkowski

| Msc. | Zawodnik                 | Klub                  | Pkt |             |  |
| ---- | ------------------------ | --------------------- | --- | ----------- |  |
| 1    | Roman Jankowski          | Unia Leszno           | 14  | (3,3,3,3,2) |  |
| 2    | Grzegorz Dzikowski       | Wybrzeże Gdańsk       | 13  | (2,3,3,2,3) |  |
| 3    | Leonard Raba             | Kolejarz Opole        | 12  | (3,3,1,2,3) |  |
| 4    | Eugeniusz Błaszak        | Stal Rzeszów          | 10  | (3,3,2,d,2) |  |
| 5    | Antoni Skupień           | ROW Rybnik            | 9   | (1,1,3,1,3) |  |
| 6    | Ryszard Buśkiewicz       | Polonia Bydgoszcz     | 9   | (2,2,w,3,2) |  |
| 7    | Edward Jancarz           | Stal Gorzów Wlkp.     | 9   | (2,2,1,1,3) |  |
| 8    | Dariusz Stenka           | Wybrzeże Gdańsk       | 8   | (3,1,w,3,1) |  |
| 9    | Bogusław Nowak           | Stal Gorzów Wlkp.     | 8   | (2,1,2,1,2) |  |
| 10   | Zdzisław Rutecki         | Polonia Bydgoszcz     | 7   | (0,0,3,3,1) |  |
| 11   | Jan Nowak                | ROW Rybnik            | 4   | (0,2,0,2,d) |  |
| 12   | Grzegorz Sterna          | Unia Leszno           | 4   | (1,1,0,2,0) |  |
| 13   | Jerzy Rembas             | Stal Gorzów Wlkp.     | 3   | (1,2,u,–,–) |  |
| 14   | Paweł Waloszek           | Śląsk Świętochłowice  | 3   | (1,d,2,0,d) |  |
| 15   | Dariusz Bieda            | Włókniarz Częstochowa | 3   | (0,0,1,1,1) |  |
| 16   | Bronisław Klimowicz      | ROW Rybnik            | 0   | (d,d,u,–,–) |  |
|      | rez. Waldemar Korczyński | Sparta Wrocław        | 3   | (2,0,1)     |  |
|      | rez. Sławomir Gonciarz   | Sparta Wrocław        | 0   | (d)         |  |